# Peptidoglikan-N-acetilglukozaminska deacetilaza
Peptidoglikan--acetilglukozaminska deacetilaza (EC 3.5.1.104, HP310, PgdA, SpPgdA, BC1960, peptidoglikanska deacetilaza, peptidoglikan GlcNAc deacetilaza, peptidoglikan N-acetilglukozaminska deacetilaza, PG N-deacetilaza) je enzim sa sistematskim imenom peptidoglikan--acetilglukozamin amidohidrolaza. Ovaj enzim katalizuje sledeću hemijsku reakciju
peptidoglikan-N-acetil-D-glukozamin + 2O {\displaystyle \rightleftharpoons } peptidoglikan-D-glukozamin + acetat
Modifikacija peptidoglikana N-deacetilacijom je važan faktor virulencije Helicobacter pylori, Listeria monocytogenes i Streptococcus suis vrsta.

## Literatura
- Nicholas C. Price; Lewis Stevens (1999). Fundamentals of Enzymology: The Cell and Molecular Biology of Catalytic Proteins (Third изд.). USA: Oxford University Press. ISBN 019850229X.
- Eric J. Toone (2006). Advances in Enzymology and Related Areas of Molecular Biology, Protein Evolution (Volume 75 изд.). Wiley-Interscience. ISBN 0471205036.
- Branden C; Tooze J. Introduction to Protein Structure. New York, NY: Garland Publishing. ISBN 0-8153-2305-0.
- Irwin H. Segel. Enzyme Kinetics: Behavior and Analysis of Rapid Equilibrium and Steady-State Enzyme Systems (Book 44 изд.). Wiley Classics Library. ISBN 0471303097.

## Spoljašnje veze
- Peptidoglycan-N-acetylglucosamine+deacetylase на 